# Ostinato
Ostinato är ett musikaliskt tema, i huvudsak i barockmusik, som upprepas om och om igen. Mer sentida kända exempel är Ravels Boléro och ledmotivet till Steven Spielbergs film Hajen.